# Linia kolejowa nr 569
Linia kolejowa nr 569 – pierwszorzędna, zelektryfikowana, jednotorowa linia kolejowa łącząca przystanek Radkowice z przystankiem Brzeziny.
Linia stanowi łącznicę między linią kolejową nr 8 a linią kolejową nr 73 i umożliwia przejazd pociągów z/do Sędziszowa w/z kierunku Nidy bez konieczności zmiany czoła pociągu na stacji Sitkówka Nowiny.